# Hoppelpoppel (Gericht)

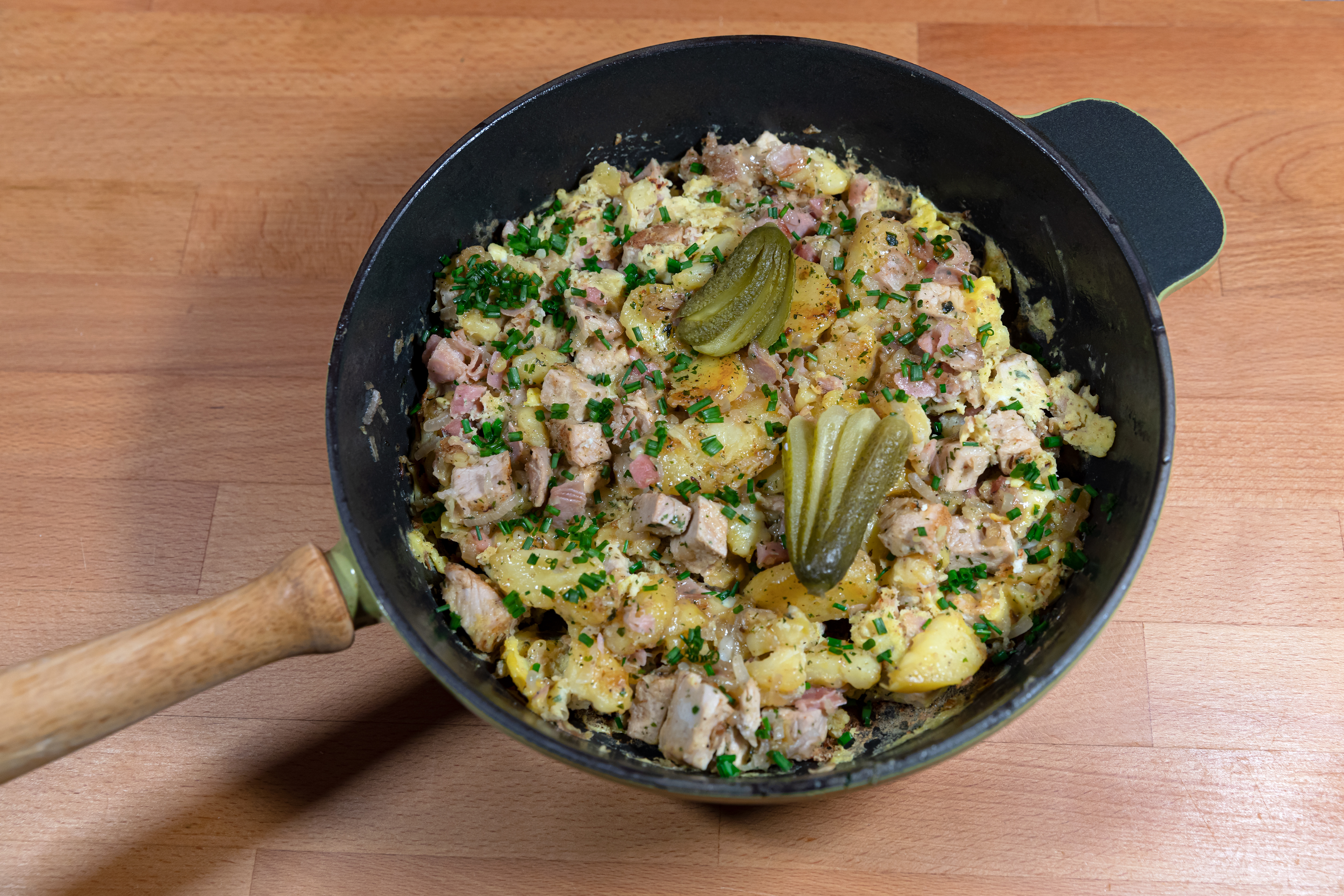
Hoppelpoppel

Hoppelpoppel ist ein Gericht der Berliner Küche aus Bratkartoffeln, Braten, Speck, Schinken, Eiern und ggf. Milch oder Sahne. Der Duden gibt an, das Wort sei aus hoppeln und (landschaftlich) bobbeln (= sprudeln, Bezeichnung für etwas Vermischtes) gebildet. Es ähnelt dem Bauernfrühstück, womit im Berliner Raum ein Omelett mit Bratkartoffeln bezeichnet wird.
Hoppelpoppel wird zubereitet, indem man Bratkartoffeln mit gewürfeltem Fleisch und Zwiebeln anbrät. Diese werden mit Salz, Pfeffer, Kümmel, Majoran, Muskat und Petersilie gewürzt und mit verrührten Eiern übergossen. Alles lässt man nun in der Pfanne stocken und rührt es dabei gelegentlich um.